# 小觿茅
小觿茅（学名：Dimeria parva），为禾本科觿茅属下的一个植物种。